# 鍾遐齡
鍾遐齡（1539年—？），字子宜，應天府溧陽縣人，民籍，明朝政治人物。

## 生平
嘉靖四十年（1561年）辛酉科應天府鄉試第一百二十七名舉人。隆慶二年（1568年）中式戊辰科會試第二百五名，三甲第八十二名進士。授山西井陘知縣。

## 家族
曾祖鍾達；祖父鍾儀；父鍾鏜，母高氏。具庆下。兄道齡。弟遂齡、遠齡、遵齡。